# ماهیچه خم‌کننده سطحی انگشتان دست
ماهیچه خم‌کننده سطحی انگشتان دست (انگلیسی: Flexor digitorum superficialis muscle) از روی فوق قرقره استخوان بازو شروع شده و روی قسمت فوقانی زند بالایی و زند پایینی نیز چسبندگی پیدا می‌کند، و به وسیله چهار تاندون به دو طرف پایه بند دوم و چهارم انگشت میانی اتصال پیدا می‌کند. کار آن خم کردن بند دوم و مچ دست است.
سر ثابت:به سه قسمت استخوان بازو، زندزیرین و زند زبرین چسبندگی دارد.
سر متحرک: با چهار تاندون به کناره‌های استخوان بند دوم چهار انگشت دست متصل می‌گردد.

## نگارخانه

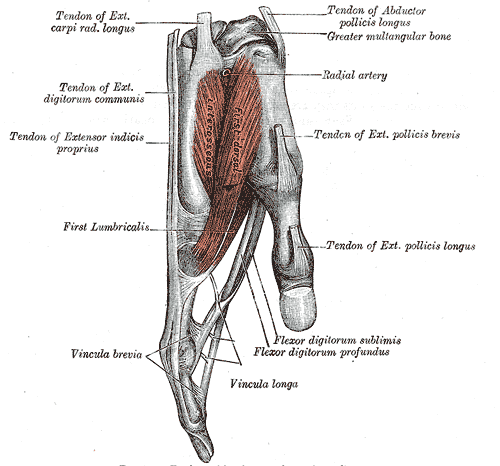
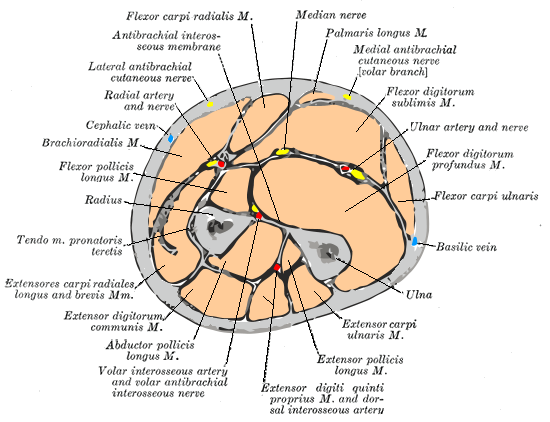
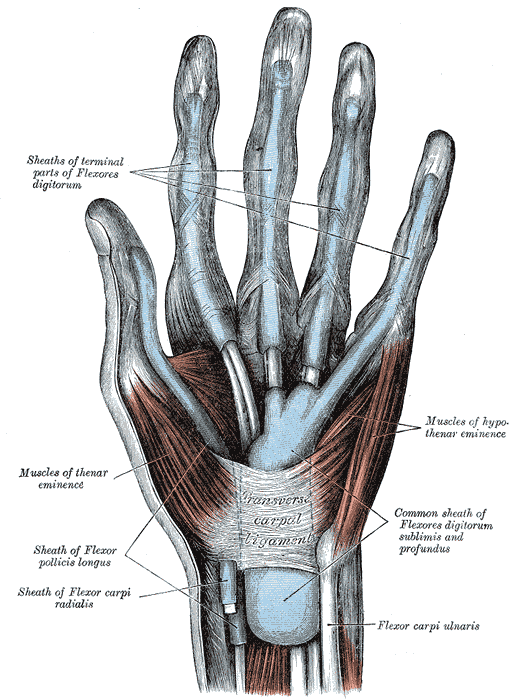
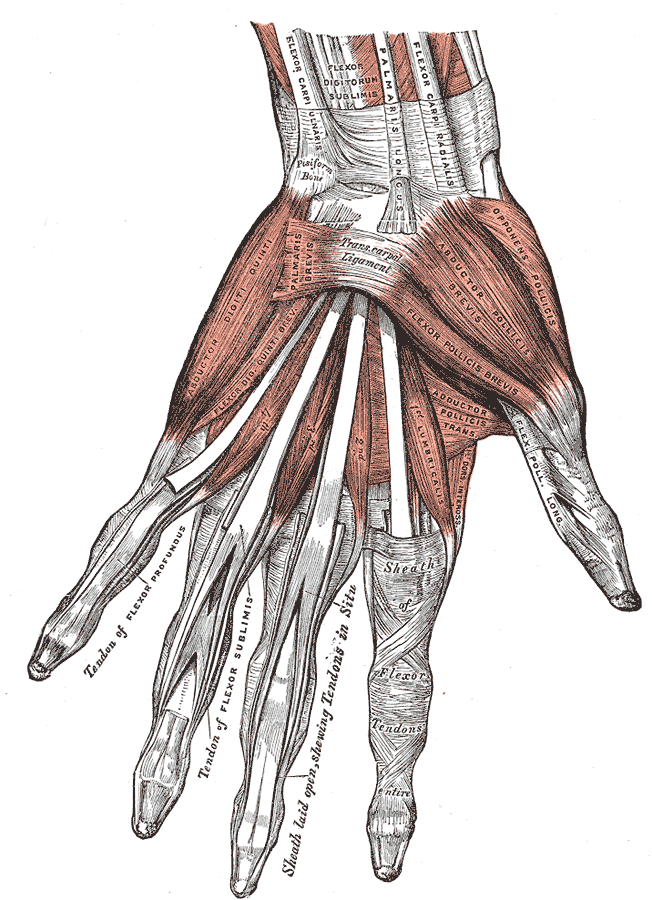
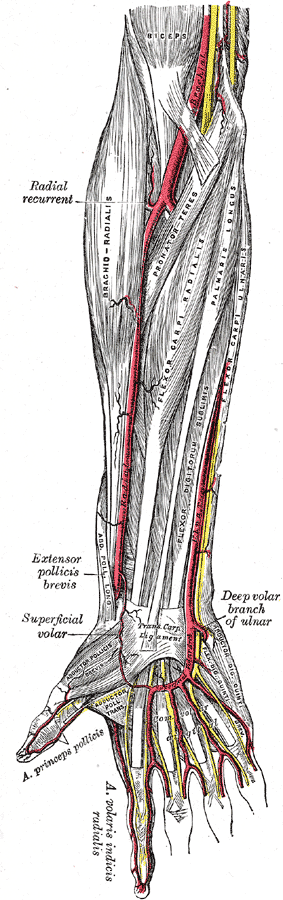
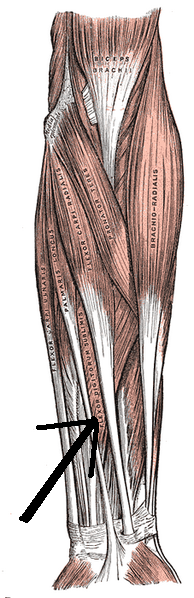
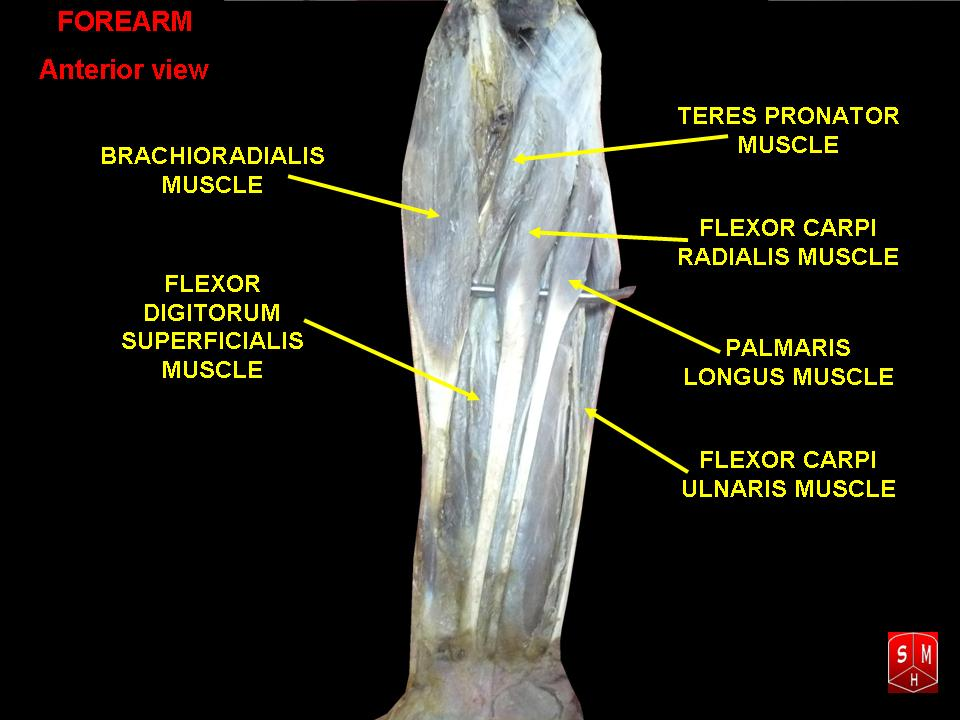
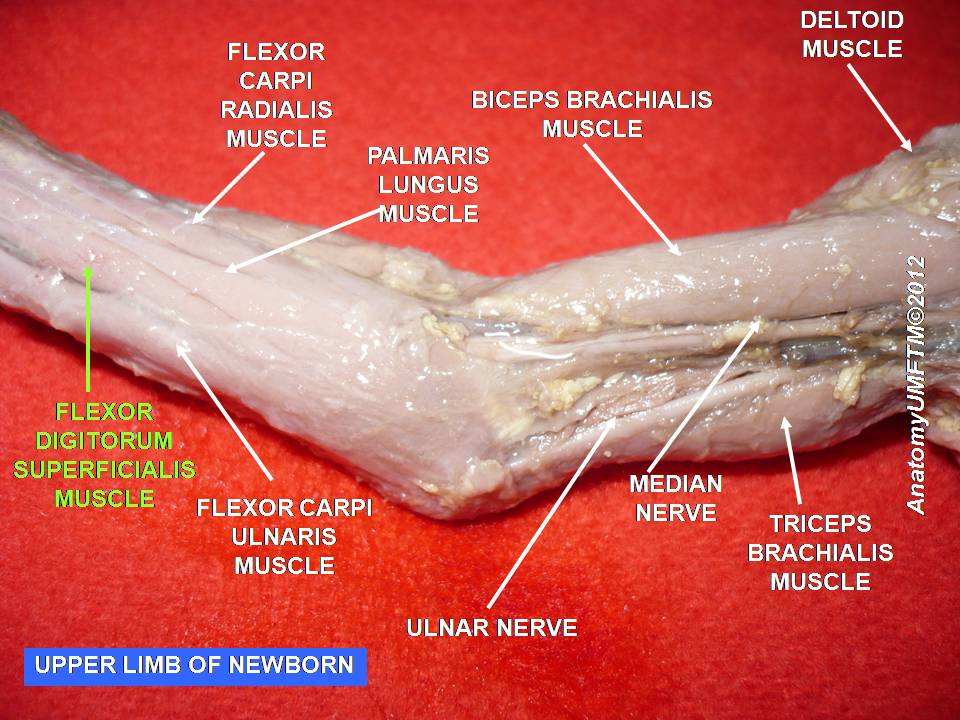
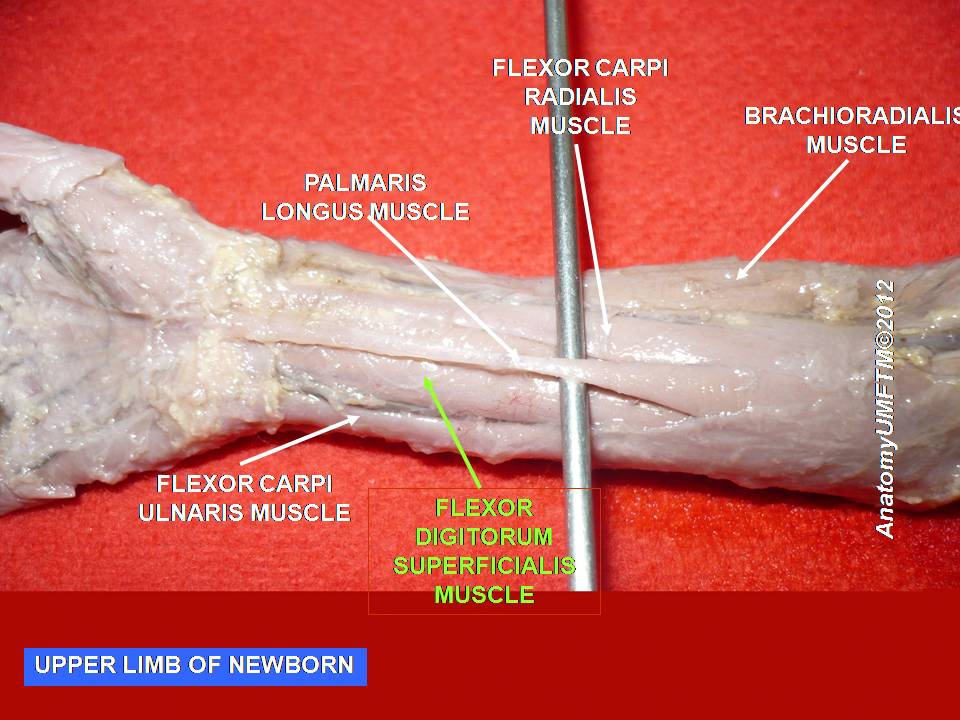
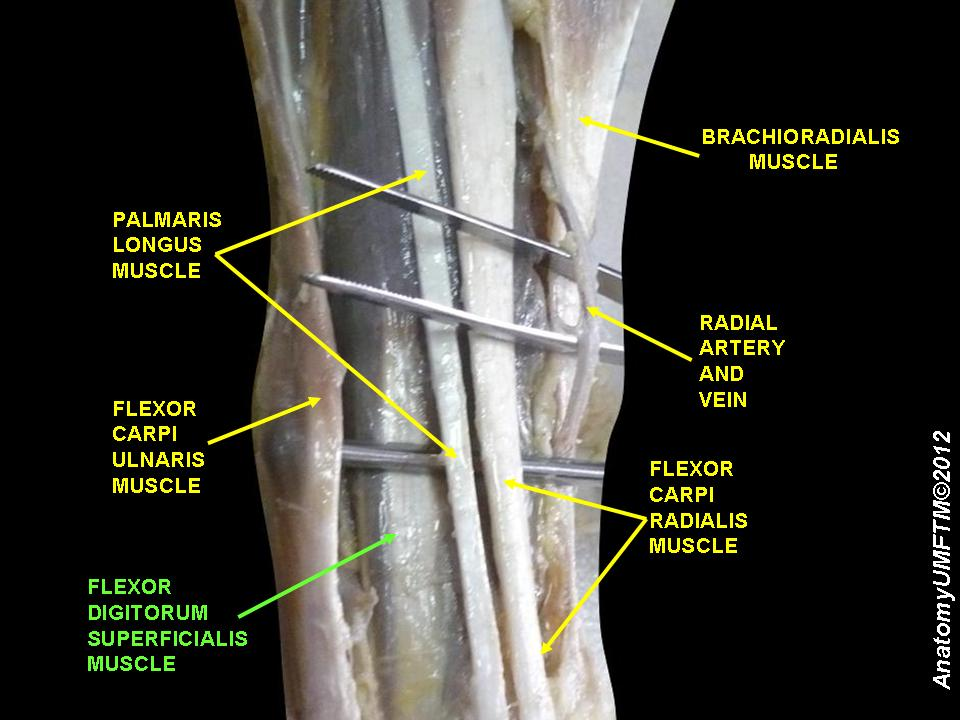
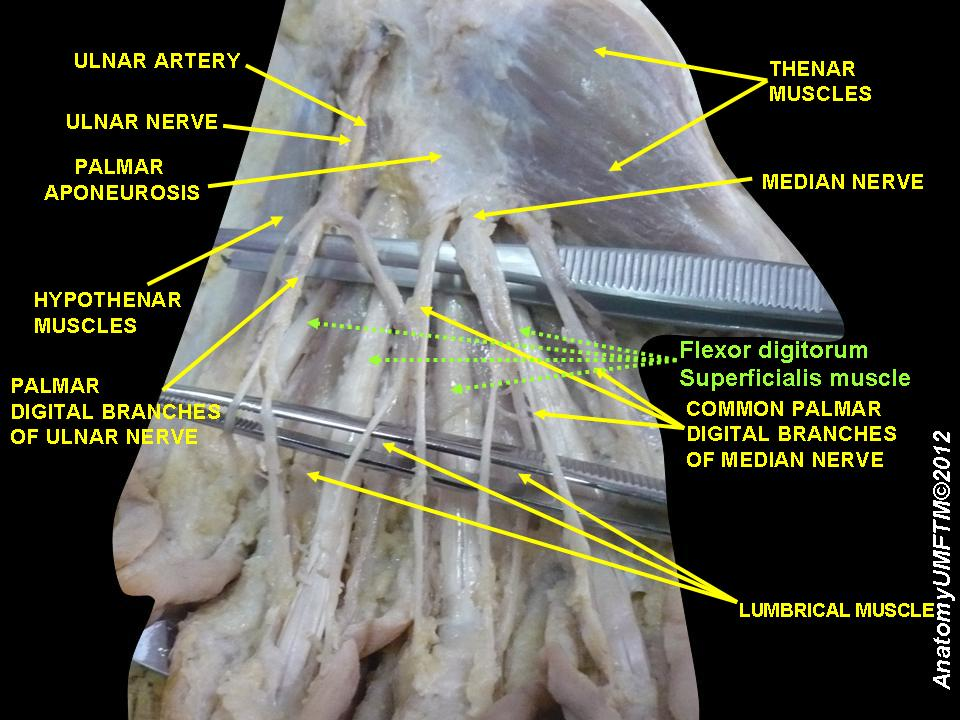
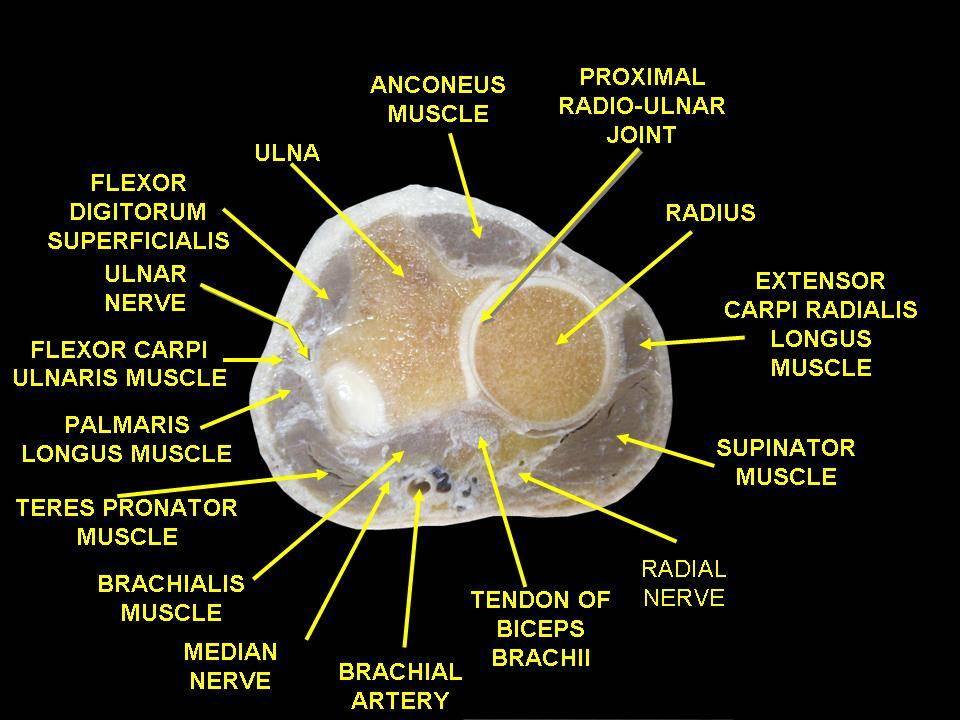